# Näckrosen (metrostation)
Näckrosen is een station van de Stockholmse metro en is geopend op 31 augustus 1975. Het station ligt op de gemeentegrens van Solna en Sundbyberg onder de voormalige Filmstudio's van Stockholm in een kunstmatige grot op 21 meter onder het maaiveld. Iedere gemeente kent een eigen ingang, de zuidelijke verdeelhal is toegankelijk uit Råsunda in Solna vanaf de Råsundavägen, de noordelijke uit Storskogen in Sundbyberg vanaf het Storskogstorget (Grote Bosplein).
De naam van het station betekent waterlelie en is afgeleid van de Näckrösdam in het Näckröspark naast de Råsundakerk. In het plan van de blauwe route uit 1965 is de werknaam Råsunda voor het station gebruikt. Deze naam werd echter ongeschikt bevonden wegens mogelijke verwarring met het toenmalige nationale stadion met dezelfde naam naast station Solna centrum. Om historische redenen is voorgesteld om het station om te dopen in Filmstaden (Filmwijk), de gemeenten zullen dan de kosten daarvan aan SL moeten betalen zodat de naamsverandering onwaarschijnlijk is.  
Onder voorzitterschap van Roland Björnse werd in 1973 een werkgroep gevormd voor de stations Västra skogen, Solna centrum, Näckrosen en Hallonbergen. Voor de inrichting van Näckrosen werden Ulrik Samuelson en Lizzie Olsson Arle aangezocht. 
Samuelson diende een ontwerp in met een groen gekleurde terrazzovloer en gegoten banken, alsmede een plafond bestaande uit een raamwerk met glazenplaten als in een kas. De werkgroep vond het een kil en wat overheersend ontwerp en het werd dan ook pas later, in iets gewijzigde vorm, toegepast bij  Kungsträdgården. 
Näckrosen zelf werd opgesierd als een grote collage van teksten, stenen, tegels en geglazuurde stenen uit het gesloopte Strindberghuis dat bij het Karlaplein stond. Daarnaast zijn een groot aantal ingelijste kunstwerken en voorwerpen in het station te zien, waaronder filmrekwisieten en foto's van de oude Filmstudio's. Het station werd geopend als onderdeel van de Nordvästrabanan, het eerste deel van de blauwe route. 

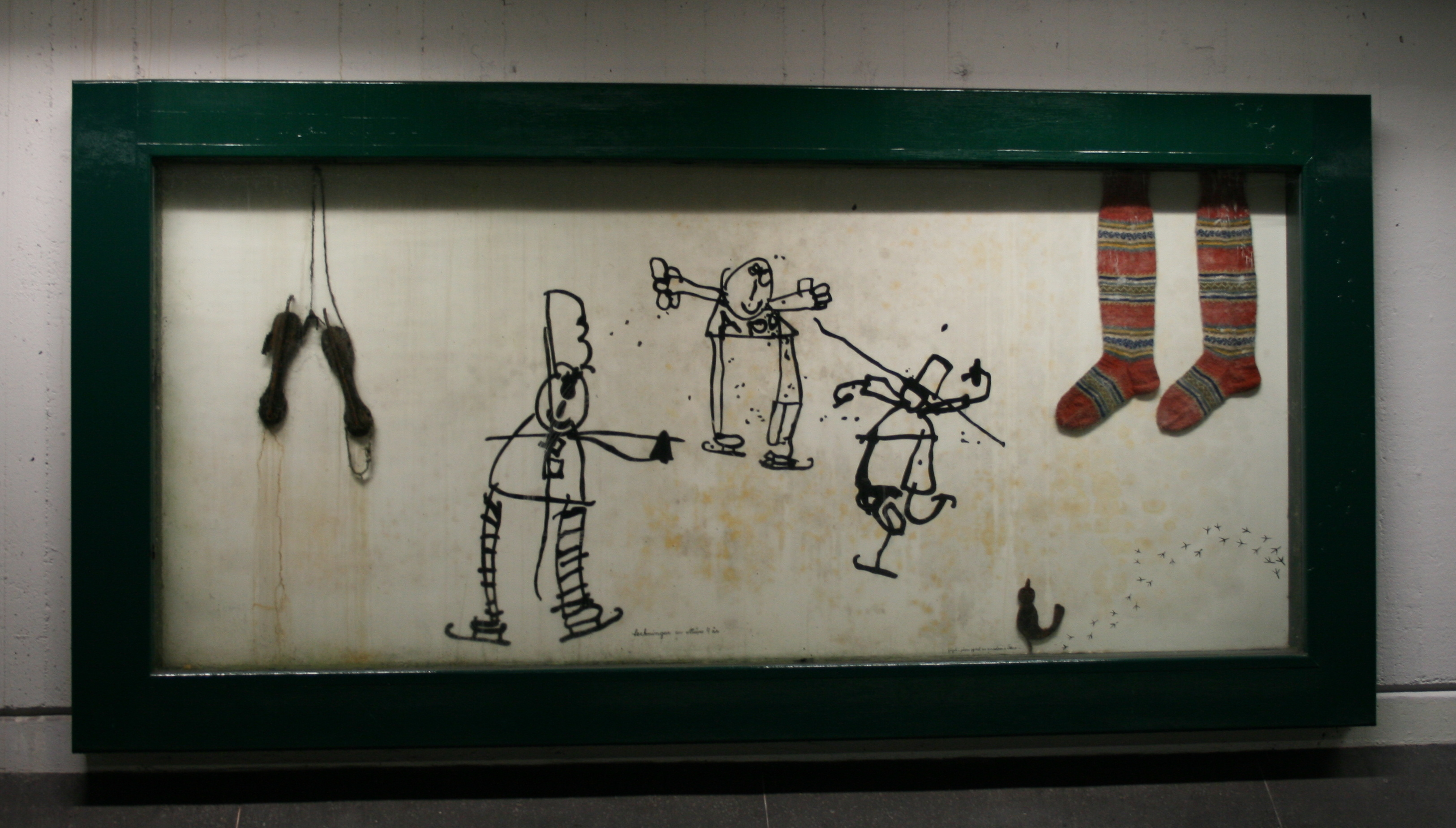
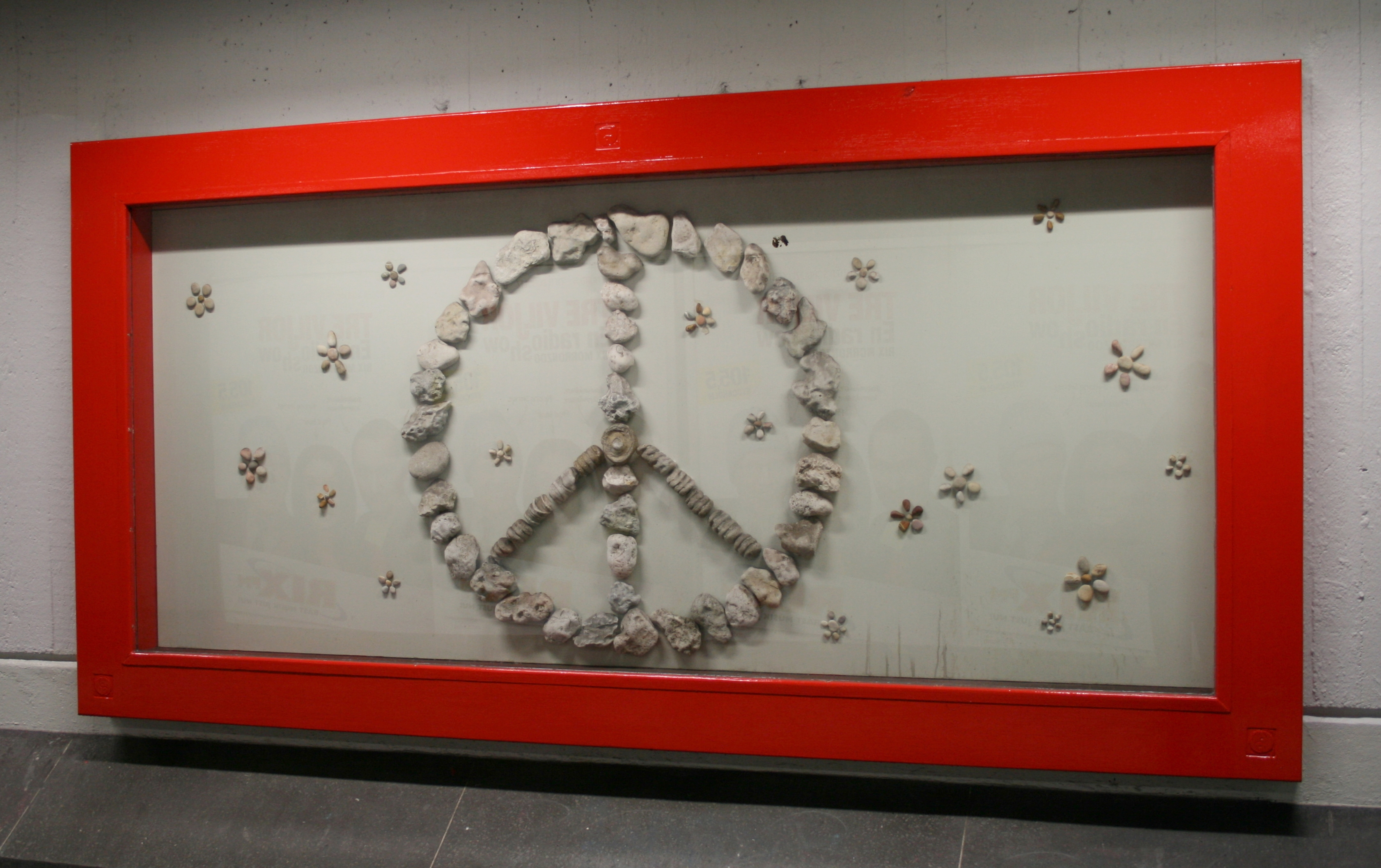
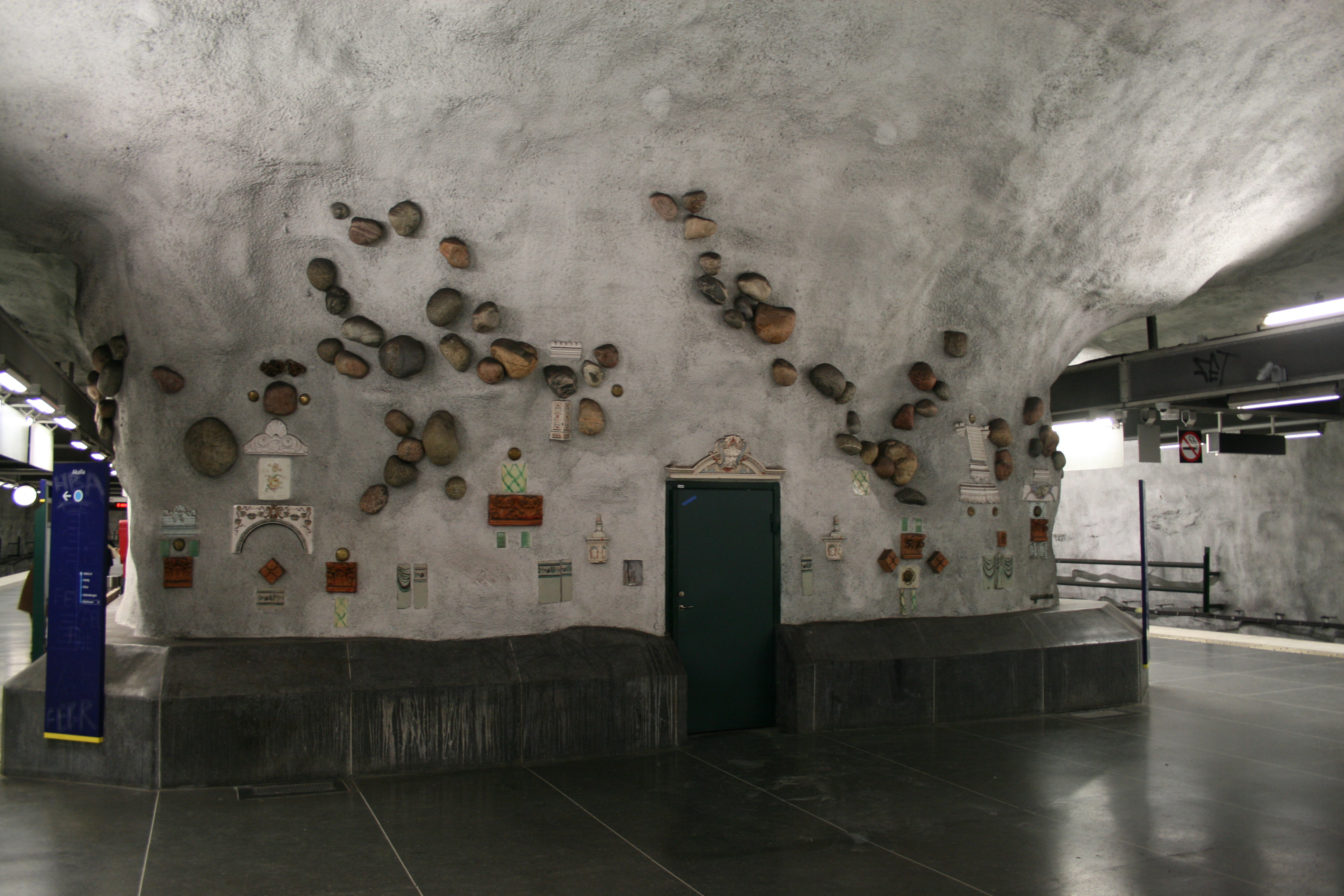
De ornamenten en stenen van het Strindberghuis
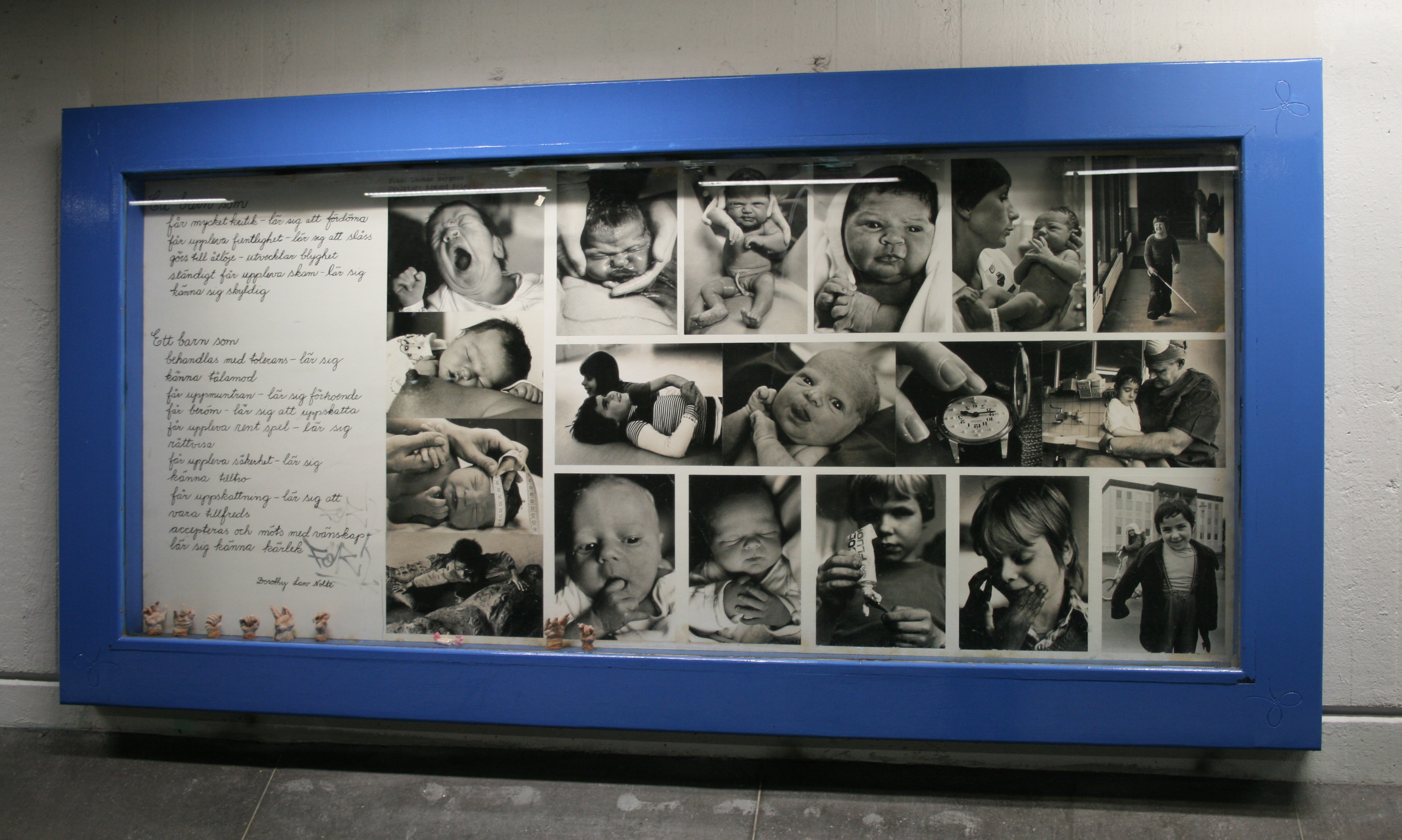
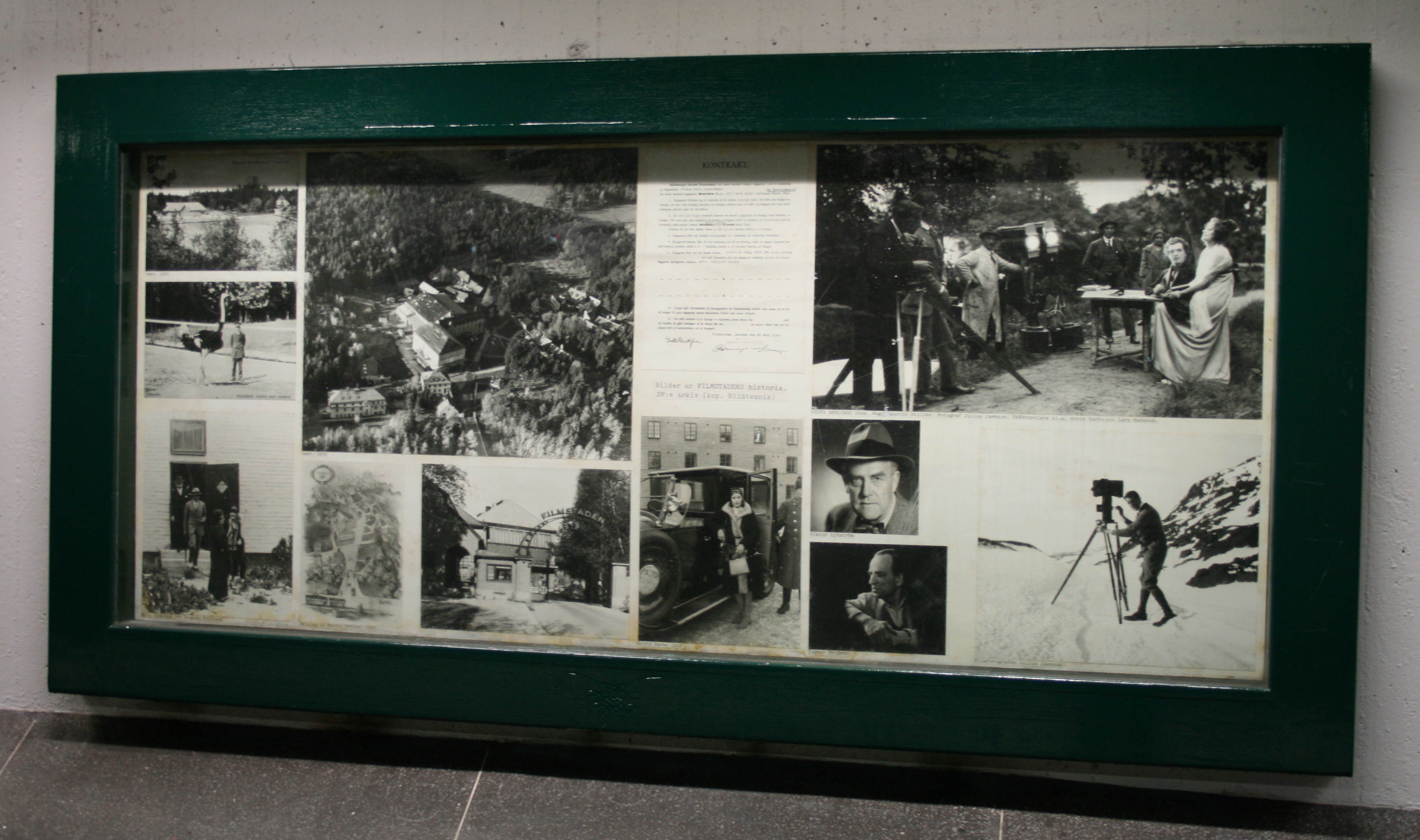
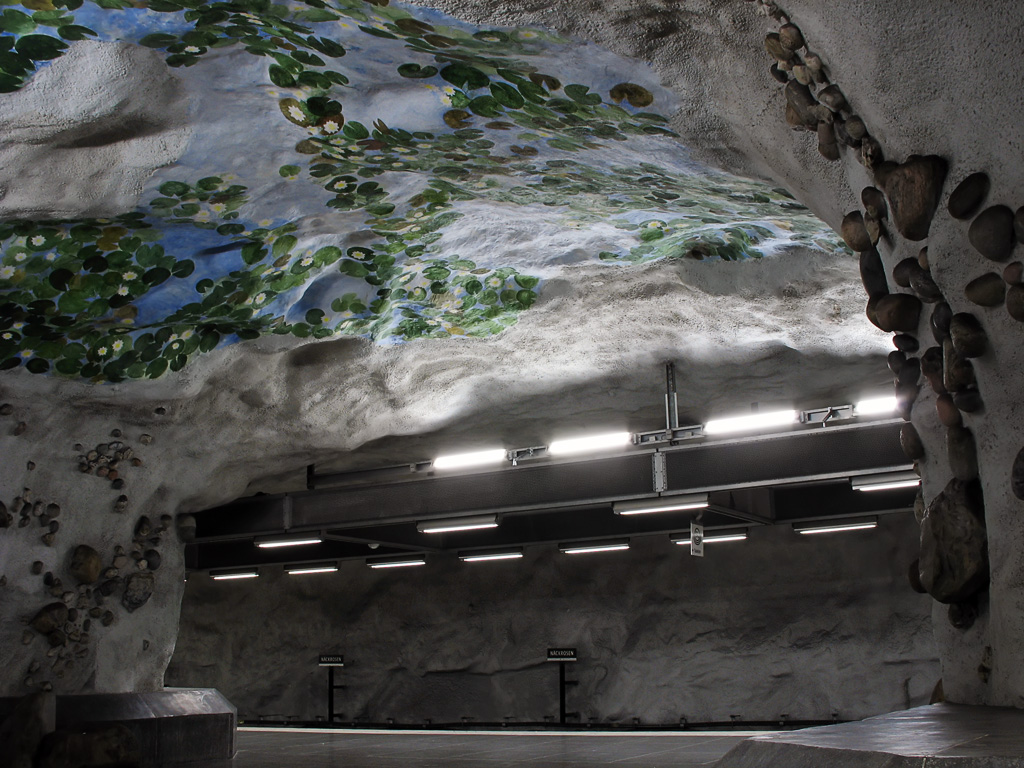
Waterlelies op het plafond boven de doorgang tussen de perrons

(Barkarby) ·
(Barkarbystaden)·
Akalla ·
Husby ·
Kista · 
(Kymlinge) · 
Hallonbergen · 
Näckrosen ·
Solna centrum · 
Västra skogen · 
Stadshagen ·
Fridhemsplan · 
Rådhuset ·
T-Centralen ·
Kungsträdgården · 
(Sofia) ·
(Gullmarsplan)·  
(Slakthuset) ·
(Sockenplan) ·
(Svedmyra) ·
(Stureby) ·
(Bandhagen) ·
(Högdalen) ·
(Rågsved) ·
(Hagsätra) ·
(Älvsjö)